# 格林威治皇家海军学院
格林威治皇家海军学院 (英語：Royal Naval College, Greenwich)是1873年到1998年之間的英國皇家海軍軍官的訓練設施。它是皇家海軍參謀學院的位置，該學院為軍官提供了高級培訓。該學院也為晚清海軍 培養資深軍官和技術人員。

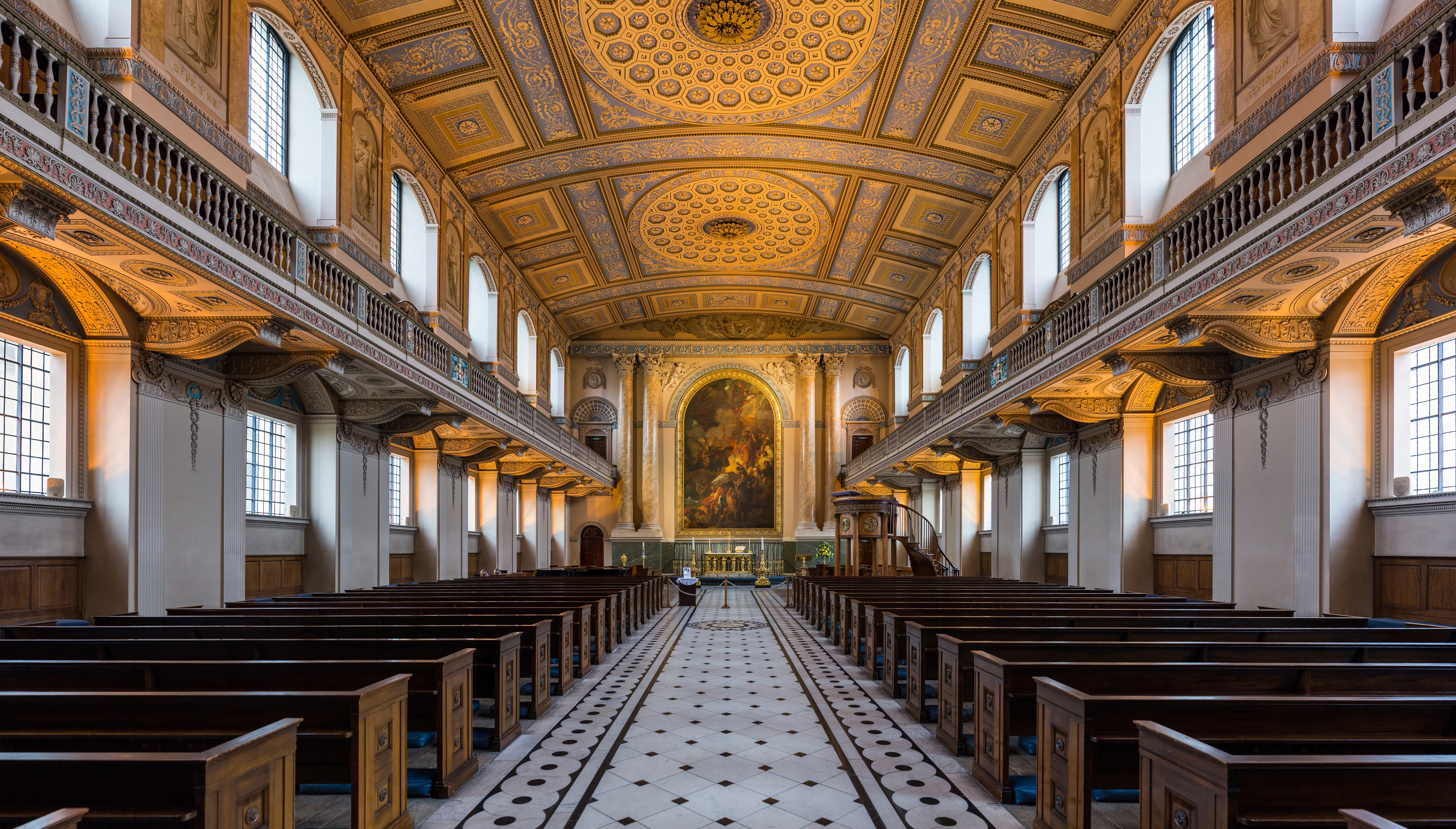
格林威治皇家海军学院的教堂

## 历史
皇家海军学院创建由樞密院命令下成立於1873年1月16日，1914年朴茨茅斯的皇家海军战争学院并入，一次世界大战时期该学院教学工作中断，1919年又重新恢复工作， 1939年10月30日开始培养女性海军军官， 第二次世界大战时期，该学院训练和超过35000名男女海军战斗人员。
1959年，皇家海军核技术部开设，并在此学院安装了一个训练用反应堆。。
1967年，海军结构设计学院转移给了伦敦大学学院1998年该学院关闭。

## 建筑
该学院建筑现为世界文化遗产。

## 中國籍校友
- 葉祖珪（1852年－1905年），清朝北洋水師將領，中軍右副將，1894年甲午戰爭黃海海戰中為靖遠號管帶，1899年4月，官復原職，加提督，1904年，擢升廣東水師提督。1905年夏，感染傷寒，7月29日病逝上海。
- 林永升（1853年－1894年），清朝北洋水師將領，左翼左營副將。1894年甲午戰爭黃海海戰中為巡洋艦經遠號管帶，在戰事中被日軍炮彈擊中殉國。
- 方伯謙（1853年－1894年），清朝北洋水師將領，中軍左副將。1894年甲午戰爭黃海海戰中為巡洋艦濟遠號管帶，1894年9月24日凌晨，方伯謙被清政府以怯戰之罪處斬於旅順黃金山腳下，時年42歲。
- 何心川（1853年－1926年），清朝南洋水師將領及中華民國海軍將領，1885年5月奉派南洋水師，任開濟快船管駕，1886年調鏡清快船管帶。民國建立後，1912年9月7日何任海軍部視察，同年12月30日授海軍上校。1913年10月5日出任鏡清砲艦艦長，1914年3月13日調任肇和艦總教官。5月25日晉陞海軍少將。1919年1月4日給予三等文虎章。1926年6月病故。
- 嚴復 （1854年1月8日－1921年10月27日），中国近代著名翻译家，启蒙思想家。
- 萨镇冰（1859年3月30日－1952年4月10日），清朝北洋艦隊和中华民国海军将领。
- 李鼎新（1861年－1930年）中華民國海軍上將，曾任海軍總長。
- 邓兆祥 (1903年4月－1998年8月6日)，中华民国海军将领，1949年率中华民国海军最大的巡洋舰重庆号投共。

## 英籍在華任職校友
- 琅威理（英語：William Metcalfe Lang，1843年1月19日－1906年12月15日），兩度擔任清朝北洋水師學堂監督(副提督銜)。